# 井田町 (岡崎市)
井田町（いだちょう）は、愛知県岡崎市の町名である。

## 地理
岡崎市のやや北西に位置する。主に住宅地を形成している。15個の番地と19個の小字を持つ。町内に井田町1丁目、井田町3丁目、井田町4丁目があるが、これらは丁目ではなく小字であり、正確には井田町字1丁目、井田町字3丁目、井田町字4丁目と表記される。
かつては町内を名鉄岡崎市内線が通り、岡崎井田駅が設置されていた。

### 小字
| - 字1丁目 - 字3丁目 - 字4丁目 - 字稲場（いなば） - 字鎌研（かまとぎ） - 字山王（さんのう） - 字城山（しろやま） - 字寺前（てらまえ） - 字唐機関（とうきかん） | - 字東城（とうじょう） - 字中屋敷（なかやしき） - 字西田（にしだ） - 字茨坪（ばらつぼ） - 字東魂場（ひがしこんば） - 字星九田（ほしくだ） - 字南（みなみ） - 字宮ノ腰（みやのこし） |

### 番地
| - 524 - 539 - 544 - 545 - 546 | - 548 - 550 - 552 - 555 - 556 | - 558 - 562 - 563 - 565 - 566 |

## 世帯数と人口
2019年（令和元年）5月1日現在の世帯数と人口は以下の通りである。
| 町丁   | 世帯数    | 人口    |
| ------ | --------- | ------- |
| 井田町 | 2,940世帯 | 6,590人 |

### 人口の変遷
国勢調査による人口の推移
| 1995年（平成7年）  | 6,703人 | [ 5 ] |  |
| 2000年（平成12年） | 6,719人 | [ 6 ] |  |
| 2005年（平成17年） | 6,702人 | [ 7 ] |  |
| 2010年（平成22年） | 6,628人 | [ 8 ] |  |
| 2015年（平成27年） | 6,649人 | [ 9 ] |  |

## 学区
市立小・中学校に通う場合、学区は以下の通りとなる。
| 番・番地等 | 小学校             | 中学校           | 高等学校 |
| ---------- | ------------------ | ---------------- | -------- |
| 全域       | 岡崎市立井田小学校 | 岡崎市立葵中学校 | 三河学区 |

## 歴史
額田郡井田村の一部を前身とする。古くから人が定住しており町内からは弥生時代の山王遺跡及び赤山遺跡が発掘されている。
中世には、1493年松平氏4代松平親忠らによる井田野合戦が起きた。1506年には井田野の地で、松平氏5代松平長親らが、西三河に侵攻してきた今川氏親の軍と会戦し、破った。また松平氏に仕えた酒井氏により井田城が築かれ、徳川四天王の酒井忠次は1527年に井田城内で出生している。
江戸時代は岡崎藩領であった。

### 沿革
- 1889年（明治22年）10月1日 - 町村制施行。井田村と伊賀村・能見村・日名村が合併し、広幡村大字井田となる[12]。
- 1895年（明治28年）5月13日 - 町制施行に伴い、広幡町大字井田となる[12]。
- 1914年（大正3年）10月1日 - 岡崎町へ編入し、同町大字井田となる[13]。
- 1916年（大正5年）7月1日 - 市制施行に伴い、岡崎市大字井田となる[13]。
- 1917年（大正6年）7月1日 - 井田町に改称[13]。
- 1970年（昭和45年）10月2日 - 十王町にあった岡崎市の議場が井田町1丁目に「岡崎市北部公会堂」して移築される[14]。
- 1976年（昭和51年）3月25日 - 岡崎都市計画中部土地区画整理事業の換地処分に伴い、一部が井田新町・井田南町・井田西町・錦町・日名北町となる[13][15]。
- 1978年（昭和53年）3月21日 - 一部が鴨田南町・大樹寺1丁目となる[13][15]。
- 2009年（平成21年）4月1日 - 岡崎市北部公会堂が廃止[16]。翌2010年に解体された。

### 史跡
- 井田城跡
- 松平親忠荼毘所[17][18]
- 赤山遺跡
- 山王遺跡

## 施設
- 岡崎市立井田小学校
- 岡崎市井田保育園
- 城山公園
- 赤山公園
- 山王公園
- 井田八幡宮
- 井田観音堂
- 泉龍寺
- 持法院
- 日本基督教団 岡崎茨坪伝道所
- 岡崎信用金庫 井田支店
- リコーエレメックス 本社
- シーテック 岡崎支社
- セブン−イレブン 岡崎井田町店
- スギ薬局 井田店
- サイゼリヤ 岡崎井田店

## 交通

### 道路
- 愛知県道26号岡崎環状線（竜北メーンロード）
- 愛知県道39号岡崎足助線（井田坂通り）
- 愛知県道335号南大須鴨田線（大沼街道）
- 都市計画道路明代橋線（モダン道路）[19]
- 都市計画道路井田町線[19]
- 真福寺道

### バス
名鉄バス
- 岡崎市内線
- 川向線
- 岡崎・足助線
- 大沼線
- 大樹寺線
- 大門駅・市民病院線
- 大樹寺・病院線

## ギャラリー
- リコーエレメックス 本社
- 岡崎信用金庫 井田支店
- 岡崎市井田保育園
- 井田八幡宮にて日本国憲法公布を祝う地元住民（1946年11月3日）[20]
- 井田八幡宮
- 井田観音堂
- 持法院
- 日本基督教団 岡崎茨坪伝道所
- 井田学区こどもの家
- サイゼリヤ 岡崎井田店
- 愛知県道39号岡崎足助線

## その他

### 日本郵便
- 郵便番号 : 444-0876[3]（集配局：岡崎郵便局[21]）。

## 参考資料
- 「角川日本地名大辞典」編纂委員会 編『角川日本地名大辞典 23 愛知県』角川書店、1989年3月8日。ISBN 4-04-001230-5。
- 有限会社平凡社地方資料センター 編『日本歴史地名体系第23巻 愛知県の地名』平凡社、1981年。ISBN 4-582-49023-9。
- 新編岡崎市史編さん委員会 編『新編岡崎市史 総集編 20』1993年。